# De Bornholmske Jernbaner

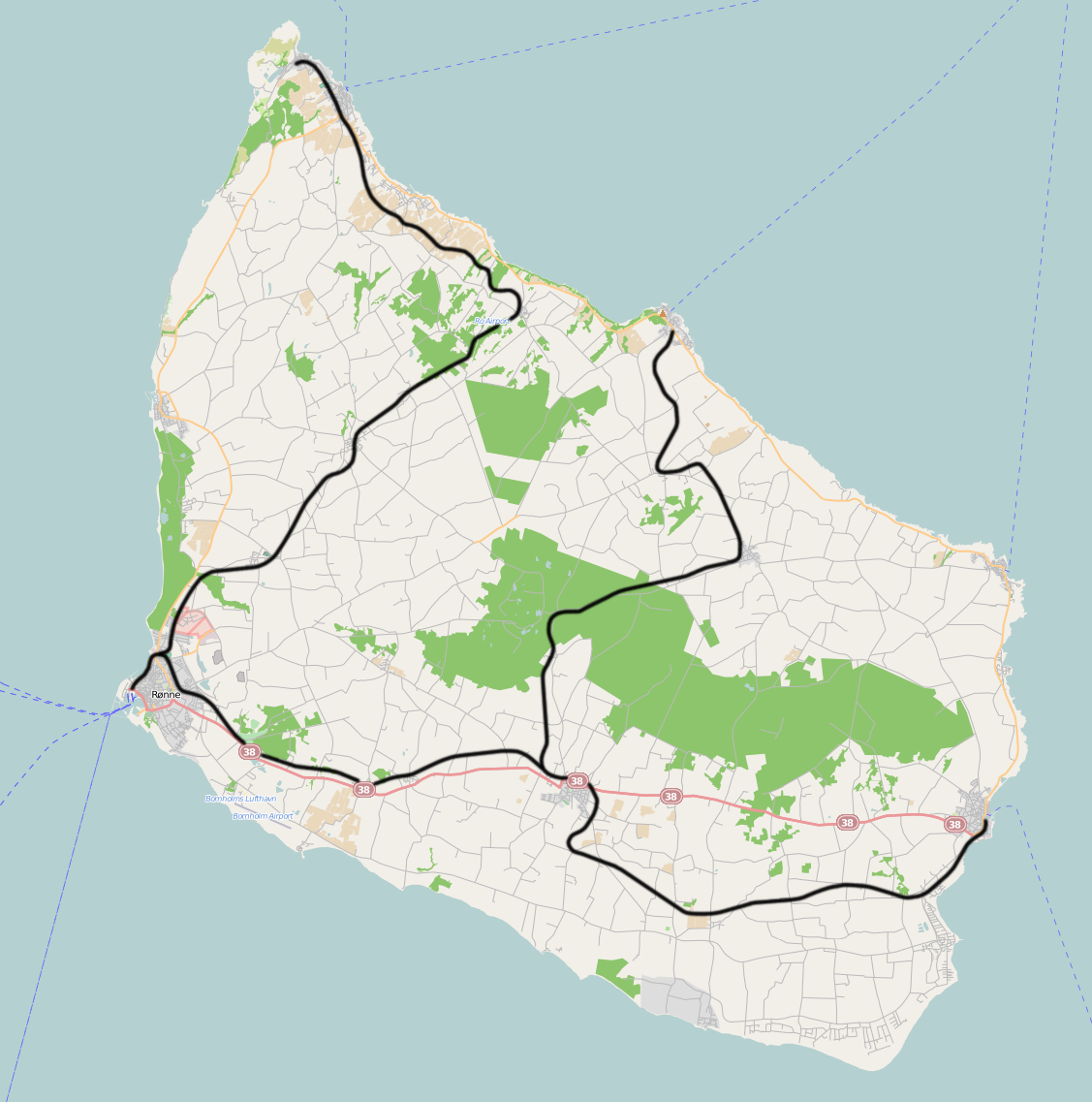
De Bornholmske Jernbaners linjenät

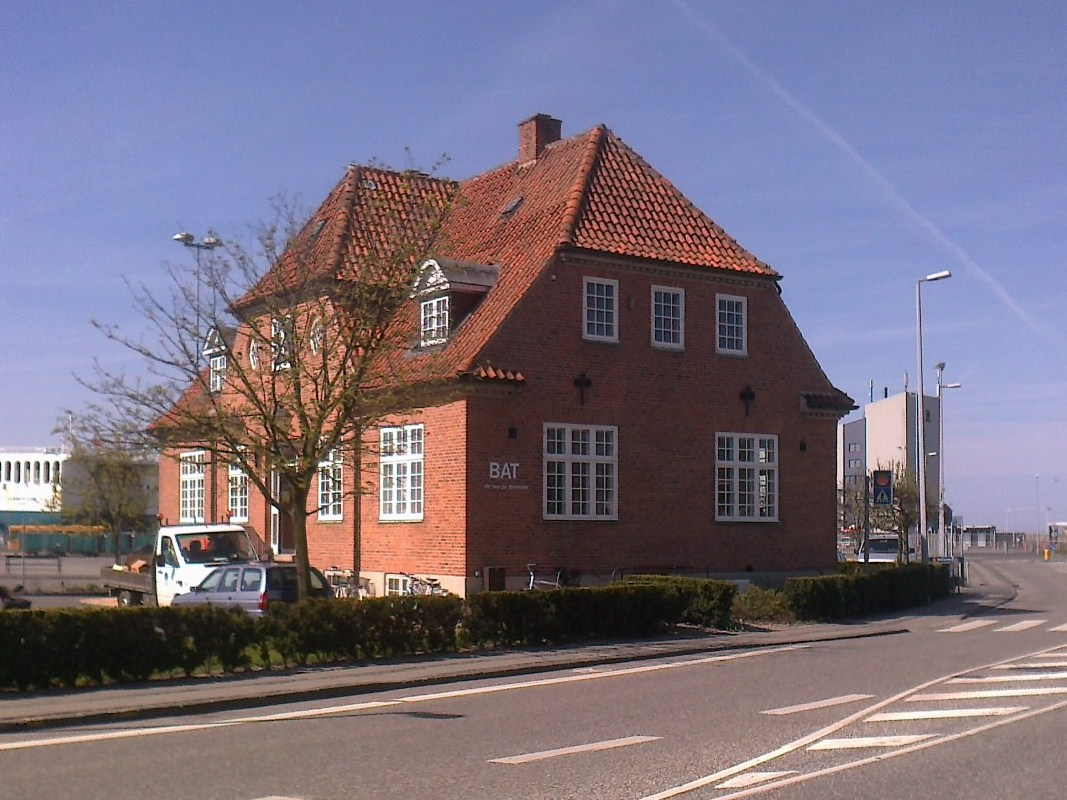
De Bornholmske Jernbaners administrationsbyggnad på Munch Petersens Vej 2 i Rønne

De Bornholmske Jernbaner (DBJ) var från 1934 en sammanslagning av de tre tidigare separata järnvägsbolagen på Bornholm. 
Järnvägen på Bornholm hade en sammanlagd längd på 90,9 kilometer. Under 1930-talet transporterade järnvägsbolagen tillsammans 100 000 passagerare om året. De  enskilda linjerna hade alla tre anlagts med spårvidden 1 000 millimeter och ingen av dem lades om till normalspår. Efter det att de sista smalspårsbanorna i Sønderjylland lagts ned 1939, var järnvägarna på Bornholm de enda kvarvarande smalspårsjärnvägarna i Danmark. Det sista ordinarie tåget körde från Rønne till Nexø den 28 september 1968.

## De ingående järnvägsföretagen
- Rønne-Nexø Jernbane (RNJ). Nexøbanen Rønne Havn–Nexø var i drift från december 1900 till september 1968 och hade en banlängd på 36,6 kilometer. Linjen Aakirkeby-Almindingen var i drift från maj 1901 till augusti 1952 och var 5,1 kilometer långt.

- Rønne-Allinge Jernbane (RAJ). Allingebanen Rønne Nord–Allinge-Sandvig var i drift från maj 1913 till september 1953 och hade en banlängd på 31,0 kilometer inklusive det 1,3 kilometer långa spåret Allinge Havnebane.

- Alminding-Gudhjem Jernbane (AGJ). Gudhjembanen Almindingen–Gudhjem var i drift från juni 1916 till augusti 1952 och hade en längd på 18,2 kilometer.